# Colastes insularis
Colastes insularis är en stekelart som beskrevs av Sergey A. Belokobylskij 1984. Colastes insularis ingår i släktet Colastes och familjen bracksteklar. Inga underarter finns listade i Catalogue of Life.